# Rio Cacequi
O rio Cacequi é um curso de água do estado do Rio Grande do Sul. Ele é um dos principais cursos da bacia hidrográfica de Santa Maria.
Em janeiro de 2016, três pessoas, incluindo duas crianças, morreram afogadas no rio.